# Talian

Die Serra Gaúcha liegt im Nordosten von Rio Grande do Sul, Abschnitt 4

Lage der Munizips in Rio Grande do Sul, in denen Talian kooffiziell neben Portugiesisch ist.

Talian ist eine Variante der venetischen Sprache, die in Brasilien vor allem in der Serra Gaúcha in Rio Grande do Sul gesprochen wird und im Westen von Santa Catarina im Süden des Landes.
Die italienische Einwanderung begann im späten neunzehnten Jahrhundert. Zu jener Zeit wurde die standardisierte Italienische Sprache von kaum jemandem gesprochen, Dialekte waren vorherrschend. Die Italiener, die nach Brasilien eingewandert waren, kamen vorwiegend aus Norditalien und sprachen Venezianisch.
Dieses wurde im Laufe der Zeit durch den Kontakt mit anderen Dialekten der italienischen Einwanderer und durch das Portugiesische immer mehr abgewandelt. Obwohl Talian relativ nah am venezianischen Dialekt blieb, sowohl in der gesprochenen Sprache wie auch grammatikalisch, wird es nicht als ein Talian-Kreolisch des Italienischen betrachtet, sondern als eine brasilianische Variante des Italienischen. Genauso wie Riograndenser Hunsrückisch, einen Dialekt von Nachkommen Deutscher im Süden Brasiliens, sprechen, ist Talian dort keine Fremdsprache, sondern eine brasilianische Landessprache, aber ohne offiziellen Status.
Der Gebrauch der italienischen Sprache in Brasilien ging seit den 1940er Jahren zurück, als die nationalistische Regierung von Getúlio Vargas ihre Verwendung, sowohl schriftlich als auch mündlich, verbot. Italienisch zu sprechen galt als anstößig und als Mangel an Patriotismus, und die Italiener und ihre Nachkommen waren gezwungen, Portugiesisch zu lernen. Die italienischen Einwanderer, die in der Serra Gaúcha lebten, waren eine der wenigen Gruppen, die die italienische Sprache in Brasilien zu bewahren vermochten.
Die Zahl der Sprecher von Talian in Brasilien ist unklar, sie wird auf 500.000 geschätzt, wobei ihre Sprecher auch Portugiesisch sprechen. Derzeit ist die brasilianische Regierung bemüht, die italienische Sprache zu retten, vor allem die der Italiener im südlichen Brasilien. So wurde Italienisch auch in die Lehrpläne der Schulen aufgenommen. In kleinen Städten der Serra Gaúcha und im Westen des Bundesstaates Santa Catarina senden lokale Radiosender ein paar Stunden ihres Programms in Talian.